# Bourg-des-Maisons
Bourg-des-Maisons (okzitanisch Borg de Maisons) ist eine französische Gemeinde mit 72 Einwohnern (Stand 1. Januar 2022) im Nordwesten des Départements Dordogne in der Region Nouvelle-Aquitaine (vor 2016 Aquitanien). Die Gemeinde gehört zum Arrondissement Périgueux und zum Kanton Ribérac. Sie besteht aus zwei Weilern (hameaux) und einigen Einzelgehöften (fermes).

## Lage und Klima
Der Ort Bourg-des-Maisons liegt im Périgord vert knapp 36 km (Fahrtstrecke) nordwestlich von Périgueux in einer Höhe von ca. 160 m. Die Stadt Angoulême liegt weitere knapp 50 km in nordwestlicher Richtung. Das Klima ist gemäßigt, Regen (ca. 875 mm/Jahr) fällt übers Jahr verteilt.

## Bevölkerungsentwicklung
| Jahr      | 1800 | 1851 | 1901 | 1954 | 1999 | 2015 |
| Einwohner | 286  | 273  | 181  | 149  | 78   | 65   |

Der kontinuierliche Bevölkerungsrückgang im 20. Jahrhundert ist im Wesentlichen auf die Mechanisierung der Landwirtschaft und die Aufgabe von bäuerlichen Kleinbetrieben zurückzuführen.

## Wirtschaft
Die Gemeinde ist traditionell landwirtschaftlich orientiert; die Bewohner lebten jahrhundertelang als Selbstversorger. Im Norden der Gemeinde wird ein Steinbruch ausgebeutet.

## Geschichte
Ob der Ort zur Zeit der Erbauung der Prioratskirche schon existiert hat oder sich erst später entwickelte, ist unklar.

## Sehenswürdigkeiten
- Die äußerlich schmucklose, in weiten Teilen noch romanische Kirche Sainte-Marie entstand im 11./12. Jahrhundert und war ursprünglich wegen ihrer Größe und ihrer überwiegend exakt ausgeführten Steinbearbeitung wohl eine Prioratskirche. Das Kirchengebäude hat einen flachen Chorschluss und einen zurückgesetzten barocken Glockengiebel (clocher mur); das – wahrscheinlich nachträglich eingebaute – Westportal wird von einem Spitzbogen bekrönt. Das Kirchenschiff ist gewölbt; das Joch vor dem Chor ist kuppelgewölbt. Im Chor befinden sich Freskenreste aus dem 14. und 16. Jahrhundert; ein christustragender Christophorus ist noch zu erkennen. Die Kirche ist bereits seit dem Jahr 1913 als Monument historique klassifiziert.[3]
- Das Château de Tinteillac stammt aus dem 15. und 17. Jahrhundert. Während einer der beiden spätmittelalterlichen Türme noch mit einem Wehrgang endet, wurde der Wohntrakt (logis) später in einfachen Renaissanceformen erneuert. Im Verlauf der Französischen Revolution wurde das Landschlösschen teilweise zerstört, doch hat auch ein auf kreisrundem Grundriss erbautes Taubenhaus (colombier) die Zeit überstanden.[4]